# 70er v. Chr.
Portal Geschichte | Portal Biografien | Aktuelle Ereignisse | Jahreskalender | Tagesartikel

◄ |
1. Jahrtausend v. Chr. |

◄ |
2. Jh. v. Chr. |
1. Jahrhundert v. Chr. |
1. Jh. |
►

◄ | 100er v. Chr. | 90er v. Chr. | 80er v. Chr. | 70er v. Chr. |
60er v. Chr. |
50er v. Chr. |
40er v. Chr. |
►

79 v. Chr. |
78 v. Chr. |
77 v. Chr. |
76 v. Chr. |
75 v. Chr. |
74 v. Chr. |
73 v. Chr. |
72 v. Chr. |
71 v. Chr. |
70 v. Chr.

## Ereignisse
- 79 v. Chr.: Der römische Diktator Sulla zieht sich aus der Politik zurück und stirbt im darauf folgenden Jahr.
- 75 v. Chr.: Marcus Tullius Cicero ist Quästor in Sizilien.
- 74 v. Chr. bis 63 v. Chr.: 3. Mithridatischer Krieg.
- 73 v. Chr. bis 71 v. Chr.: 3. Sklavenkrieg (auch Spartacus-Aufstand genannt).